# Canon
Canon er et japansk selskab grundlagt i 1937. Canon udviklede som det første selskab enkle 35 mm kompaktkameraer og røntgenkameraer i Japan. Efter noget tid udviklede og etablerede selskabet sig på kontormaskinemarkedet og udviklede Japans første kopimaskiner til almindeligt papir i 1970. Teknologiens udvikling førte til at de i 1980'erne udvidede virksomheden til også at lave laserprintere og Bubble Jet-printere.
I 1955 startede Canon sin udenlandsvirksomhed med åbningen af et New York City–kontor og senere et europæisk salgsforetagende i 1968. Med hensyn til produktionssiden blev Canon Inc., Taiwan etableret i 1970.